# دستجان
دستجان روستایی از توابع دهستان فرمهین، بخش مرکزی شهرستان فراهان در استان مرکزی ایران است.

## جمعیت
این روستا در دهستان فرمهین قرار دارد و براساس سرشماری مرکز آمار ایران در سال 1395، جمعیت آن 1023 نفر (368خانوار) بوده‌است.

## معرفی
این روستا در فاصله 25 کیلومتری شمال فر مهین و 70 کیلومتری اراک قرار دارد و با روستا های کودزر در جنوب و امیر آ باد در شمال و زنگارک و سقر جو قک در غرب و اقازیارت در شمال غربی همسایه است .
این روستا از روستا های بسیار باستانی و با قد مت بیش از 3000 سال می باشد . و در صفحه 119و 141 کتاب ، تاریخ قم تحت عنوان روستای کوزدر (کودزر فعلی ) از آن نام برده شده است –لازم بذکر است که منطقه فراهان امروزی ،بخش خنجین  تا کسراسف ودر جنوب تا حدود ساروق ودر غرب تا حدود خمان و در شرق تا فرمهین و دلفیه ( ذلف آ باد ) جزء رستاق کوزدر  بوده و فراهان نیز در محدوده جنوب کوژدر و محدو ه شمال اراک و خود اراک را شامل میشده و در جنوب شر قی کوژدر  نیز رستاق دور آ خر(مشک آباد ) قرار داشته است که امروزه جزء اراک است .